# Paul Poss
Paul Emanuel Petterson Poss, född den 19 januari 1890 i Stockholm, död där den 26 juli 1976, var en svensk jurist och idrottsman (skridskoåkare). Han var tvillingbror till Josef Poss.
Poss avlade studentexamen 1908 och juris kandidatexamen 1913. Han blev amanuens i Justitiekanslersämbetet och Ecklesiastikdepartementet 1917, tillförordnad fiskal i Svea hovrätt 1918, assessor 1921, tillförordnad revisionssekreterare 1925, hovrättsråd 1929, revisionssekreterare 1930 och ånyo hovrättsråd 1932. Poss var vice divisionsordförande i Svea hovrätt 1940–1947 samt lagman där och ordförande i Vattenöverdomstolen 1947–1957. Han blev distriktsmästare för Stockholm i löpning 1 500 meter 1911, akademisk mästare 5000 meter 1912, distriktsmästare i skridskoåkning för Stockholm 1 500, 5 000 och 10 000 meter 1911, för Västmanland-Närke 5 000 meter 1916, svensk mästare i skridskoåkning 10 000 meter 1916 och segrare i skridskoåkning 5 000 m i svensk-norsk landskamp i Oslo 1911. Poss deltog i världsmästerskapen i hastighetsåkning på skridskor 1914, men startade endast i två av de fyra loppen och fick därför ingen slutplacering. Han var styrelseledamot i Svenska skridskoförbundet 1918–1923 (sekreterare 1918–1920), i Svenska gymnastik- och idrottsföreningarnas riksförbunds idrottsnämnd 1934–1958 (vice ordförande 1934–1938, ordförande 1939–1958) och styrelseledamot i föreningen Sveriges hovrättsdomare 1953–1957. Poss var medarbetare i Svensk juristtidning 1922–1925 och 1933–1957 samt i Nordiskt idrottsliv och Idrottsbladet. Han blev riddare av Nordstjärneorden 1931, kommendör av andra klassen av samma orden 1947 och kommendör av första klassen 1956. Poss vilar på Lidingö kyrkogård.